# Apeadero Depósito de Locomotoras Retiro
El Apeadero Depósito de Locomotoras Retiro es una pequeña estación del Ferrocarril San Martín, ubicada entre la instalación homónima y la calle Carlos Mujica.

## Uso
Se trata de un apeadero intermedio utilizado de manera facultativa por los empleados de la Línea San Martín. Los servicios de pasajeros no se detienen en la estación.

## Características
Se encuentra en el kilómetro 1,3 contando desde la estación terminal Retiro. La estación consiste en dos plataformas por los cuales pasan cuatro vías. Por el centro pasan dos correspondientes a los servicios habituales de la Línea San Martín, mientras que por el borde exterior de la plataforma norte pasa una vía que desemboca al depósito de locomotoras, mientras que por el extremo contrario de la plataforma sur lo hace una rumbo al patio de maniobras de la estación Retiro.

## Accesos
Cada plataforma posee rampas de acceso en cada extremo, una lámpara de calle y bordes señalizados de amarillo. El resto de la infraestructura consiste en un estacionamiento para el personal y un paso a nivel peatonal con barrera sonora que une a las plataformas entre sí con el depósito y la calle Mujica.